# Soeda
Soeda (添田町, Soeda-machi) est un bourg du district de Tagawa, dans la préfecture de Fukuoka, au Japon.

## Géographie

### Démographie
Au 1er septembre 2014, la population de Soeda s'élevait à 10 154 habitants répartis sur une superficie de 132,10 km2.